# سسنوک
سسنوک یا سسناک (انگلیسی: Cessnock, New South Wales) d شهری است در استرالیا. این شهر در ایالت نیوساوت ولز و در ۵۰ کیلومتری نیوکاسل قرار گرفته است. جمعیت آن ۲۲ هزار نفر است.